# Hermelino Largura
Hermelino Largura (Blumenau, 6 de março de 1920) é um político brasileiro.

## Vida
Filho de Domenico Largura e de Maria Trentini Largura.

## Carreira
Foi deputado à Assembleia Legislativa de Santa Catarina na 6ª legislatura (1967 — 1971), eleito pela Aliança Renovadora Nacional (ARENA).